# Flaneur (standbeeld)
"Flaneur", standbeeld door Theo van der Nahmer aan de Lange Voorhout in Den Haag, ter nagedachtenis aan Eduard Elias.
Pseudoniem, gehanteerd door verschillende columnisten, die onder deze naam verslag deden van het mondaine leven in Den Haag.
Tussen 1919 en 1930 schreef A.B. van Tienhoven onder deze naam zijn Haagsche Brieven voor De Nieuwe Courant.
Later verwierf Eduard Elias bekendheid met stukjes onder deze naam in Het Vaderland. Van hem is ook het beeld Flaneur gemaakt dat aan het Lange Voorhout in Den Haag staat.